# Елітсерія з хокею 1932—1933
Елітсерія: 1932—1933 — 6-й сезон у Елітсерії, що була на той час найвищою за рівнем клубною лігою у шведському хокеї з шайбою.
У чемпіонаті взяли участь 8 клубів. Турнір проходив у два кола.
Переможцем змагань став клуб «Гаммарбю» ІФ (Стокгольм).

## Турнірна таблиця
|   | Команда                            | І  | В  | Н | П  | Ш       | О  |
| - | ---------------------------------- | -- | -- | - | -- | ------- | -- |
| 1 | «Гаммарбю» ІФ (Стокгольм)          | 14 | 10 | 2 | 2  | 43 - 9  | 22 |
| 2 | АІК Стокгольм                      | 14 | 10 | 2 | 2  | 38 - 13 | 22 |
| 3 | ІК «Йота» (Стокгольм)              | 14 | 9  | 4 | 1  | 29 - 12 | 22 |
| 4 | «Юргорден» ІФ (Стокгольм)          | 14 | 6  | 1 | 7  | 24 - 29 | 13 |
| 5 | Седертельє СК                      | 14 | 5  | 2 | 7  | 17 - 16 | 12 |
| 6 | УоІФ «Маттеуспойкарна» (Стокгольм) | 14 | 4  | 3 | 7  | 12 - 29 | 10 |
| 7 | «Трансбергс» ІФ (Стокгольм)        | 14 | 3  | 1 | 10 | 11 - 35 | 7  |
| 8 | ІК «Гермес» (Стокгольм)            | 14 | 1  | 2 | 11 | 7 - 38  | 4  |